# بليس (لغة برمجة)
«بليس» هي لغة برمجة نظام تم تطويرها في جامعة كارنيغي ميلون على يد «و.أ. وولف» و«د.ب. روسيل» و«أ.ن. هاربرمان» حوالي عام 1970. وقد تكون أفضل لغات برمجة النظام في حينه حتى ظهور لغة سي (لغة برمجة)، حيث أصبحت لغة بليش تتلاشى. عندما كانت لغة سي لا تزال وليدة، ناقشت عدة مشاريع في مختبرات بل مزايا بليس مقارنة بلغة سي.
بليس هي لغة لا تتطلب إدخال البيانات طباعةً تعتمد على التعابير بدلاً من جمل البيانات، وتتضمن بُنى لمعالجة الاستثناءات والروتينات المساعدة والماكرو. لكنها لا تتضمن جملة "GOTO"
يشار إلى أن الاسم BLISS هو مختصر جملة «اللغة الأساسية لتنفيذ برمجات النظام» ("Basic Language for Implementation of System Software")أو لغة تنفيذ برمجية النظام«بالمقلوب (»System Software Implementation Language, Backwards). كانت تسمى سابقاً بـ«لغة بل لتنفيذ برمجيات النظام» على اسم «بل وولف».
كان مترجم كارنيجي ميللون الأصلي معروفاً لاستخدامه المكثف لـ«أمثلة المترجم» ولتكوينه أساساً لكتاب «تصميم المترجم الأمثل».
طورت ديجيتال إكوبمينت مترجمات BLISS لـPDP-10 PDP-11, وVAX وDEC PRISM وتعليمات الميبس ودي إي سي ألفا ‏ وأي إيه-32. لم تشتهر هذه اللغة بين العملاء والقليل منهم كان لديه المترجم. لكن شركة ديجيتال إكوبمينت استخدمته بكثافة في عملها خلال عقد 1980، حيث كتبت معظم برامج الأدوات في نظام تشغيل نظام الذاكرة الافتراضية المفتوح بلغة BLISS-32. بعد أن استحوذت شركة كومباك على ديجيتال إكوبمنت عملت على تطوير مترجم بليس لمعالجات Interl IA-64

## مثال على الكود
أخذ هذا المثال حرفياً من كتاب «دليل لغة بليس»:
```
MODULE E1 (MAIN = CTRL) =
BEGIN
FORWARD ROUTINE
    CTRL,
    STEP;
ROUTINE CTRL =
!+
! هذا الإجراء يُدخل قيمة ويعالجها ومن ثم يخرج النتائج
!-
    BEGIN
    EXTERNAL ROUTINE
        GETNUM,     ! Input a number from terminal
        PUTNUM;     ! Output a number to terminal
    LOCAL
        X,          ! Storage for input value
        Y;          ! Storage for output value
    GETNUM(X);
    Y = STEP(.X);
    PUTNUM(.Y)
    END;
ROUTINE STEP(A) =
!+
! هذا الإجراء يضيف 1 إلى القيمة المعطاة
!-
    (.A+1);
END
ELUDOM

```

## وصلات خارجية
- BLISS Manual at DECUS نسخة محفوظة 7 ديسمبر 2006 على موقع واي باك مشين.
- Alan Lehotsky posting about BLISS at DEC
- "BLISS: A Language for Systems Programming" by W.A. Wulf, D.B. Russell, and A.N. Habermann. (PostScript)
- Session notes for "Introduction to BLISS" by Matthew D. Madison. (PostScript)

### للتحميل
- BLISS-10
- Older BLISS-11[وصلة مكسورة]
- BLISS-36
- BLISS-11, BLISS-32 and BLISS-64[وصلة مكسورة]
- FreeVMS Portable BLISS for GCC